# 刘寿斌
刘寿斌（1968年3月3日—）是一名中国男子举重运动员。他在1988年汉城夏季奥林匹克运动会中，参加了男子举重比赛，获得52-56公斤级铜牌。他也参加了1990年亚洲运动会。